# William Keeling
William Keeling (1578-1620) foi um marinheiro inglês do qual se desconhecem os antecedentes desde o nascimento até 1604, quando participa na época em viagens da Companhia das Índias Orientais. Na segunda viagem surge como comandante do Susan e na terceira, em 1607, como comandante do Red Dragon e chefe da expedição; no regresso à Inglaterra, em 1609, é comandante do Hector e descobre as ilhas Cocos. Posteriormente, na época das ações conjuntas, 1615, figura como comandante do Red Dragon a caminho de Bantam, Java, para tomar o posto de agente da Companhia e chefe de todos os postos no extremo oriente. Em 1617 regressou doente a Inglaterra.
Em 1618 o rei Jaime VI da Escócia e I de Inglaterra nomeia-o "Groom of the Chamber" e comandante do castelo de Cowes na ilha de Wight. Morreu em 1620.

## Primeiros 25 anos
Supõe-se que terá nascido en 1578. Nada se sabe da sua vida até 1604, quando deverá ter tido suficiente experiência de mar para ser nomeado comandante do Susan, um dos navios da Companhia das Índias Orientais.

## Segunda viagem da Companhia das Índias Orientais

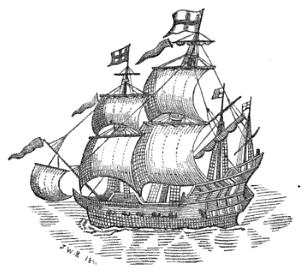
O Red Dragon por volta de 1602

Keeling foi designado comandante do Susan na segunda viagem da Companhia da Índias Orientais para Java. A expedição foi comandada por Henry Middleton a bordo do Red Dragon, mais outros dois navios. Keeling chegou à feitoria da Companhia em Bantam, Java. Aí tomou o comando do Hector e regressou carregado de pimenta e especiarias. O Susan afundou-se no oceano Índico e Keeling chegou a Inglaterra con apenas treze marinheiros a bordo.

## Terceira viagem da Companhia das Índias Orientais
Em março de 1607 Keeling zarpou de Inglaterra ao comando do Red Dragon e como chefe da expedição ao extremo oriente. Ia também William Hawkins ao comando do Hector com uma missão para o grande mogul em Agra.

##### Representação das obras de Shakespeare
De acordo com o diário de viagem de Keeling, para passar o tempo nas longas viagens cheias em tempos ociosos, a tripulação aprendeu e representou duas obras de William Shakespeare, Hamlet e Ricardo II enquanto esteve na Serra Leoa, entre 5 e 30 de setembro de 1607 e novamente Hamlet em 31 de março de 1608 em Socotorá. 
Durante um tempo após a descoberta, suspeitou-se que o fragmento do diário era uma falsificação, mas posteriormente foi considerado genuíno. Estas são as primeiras atuações de aficionados registadas das obras de Shakespeare.

##### Descoberta das ilhas Cocos

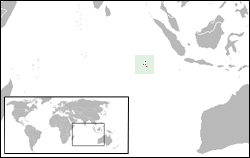
Localização das ilhas Cocos (Keeling) em

Em Sumatra mudou o comando para o Hector. Enviou de volta o Red Dragon carregado e ficou vários meses a navegar e comerciar entre as ilhas do arquipélago. Em outubro de 1609 empreendeu o regresso à Inglaterra, descobrindo as ilhas Cocos durante a viagem e chegando à Grã-Bretanha em maio de 1610.

## Agente da Companhia das Índias Orientais
Novamente ao comando do Red Dragon foi enviado ao oriente para se encarregar da feitoria em Bantam. Não foi autorizado a levar a sua mulher nesta comissão. Zarpou de Inglaterra em 1615 levando a bordo Thomas Roe, nomeado embaixador ante a corte mogul e que desembarcou em Surat. Continuou para sul atacando os portugueses ao longo da costa entre Goa e Calecute. Aproveitou para negociar com os reis locais concessões comerciais. Em Sumatra ficou gravemente enfermo com disenteria. Em setembro de 1616 foi autorizado a regressar a casa, tendo chegado em maio de 1617 enfermo e tendo perdido 62 tripulantes durante a navegação.